# تانگین-ووبدو

تانگین-ووبدو شهری در شهرستان سابو در استان بولکیمده در بورکینافاسوی غربی مرکزی است جمعیت آن ۱۰۶۵ نفر است.